# یه‌وا
یه‌وا (ارمنی: Եվա; انگلیسی: Yeva) (با نام پیشین: کاراواجار ارمنی: Քարվաճառ) یک فیلم درام به زبان ارمنی محصول سال ۲۰۱۷ مشترک کشورهای ارمنستان و ایران است به نویسندگی و کارگردانی آناهید آباد و تهیه‌کنندگی تقی علیقلی‌زاده. این فیلم نامزد سینمای ارمنستان در نودمین دوره جوایز اسکار در بخش بهترین فیلم خارجی‌زبان شده بود. یه‌وا در جشنواره‌های معتبری دیگری نیز شرکت کرده‌است و تا کنون جوایز بین‌المللی دریافت کرده‌است.

## ساخت
در اردیبهشت ماه ۱۳۹۴ در دیدار علیرضا تابش (مدیرعامل بنیاد سینمایی فارابی) و گئورگ گئورگیان (مدیرکل وقت مرکز ملی فیلم ارمنستان) تولید مشترک این فیلم مورد استقبال و توافق گرفت. این فیلم نهایتاً به‌طور مشترک توسط بنیاد سینمایی فارابی و مرکز ملی فیلم ارمنستان ساخته شد.
این فیلم با حضور بازیگران ارمنی و به زبان ارمنی در جمهوری ارمنستان فیلمبرداری شده‌است. و تهیه فیلم پس از پنجاه جلسه فیلمبرداری در جمهوری آرتساخ، اول شهریور ۱۳۹۴ به پایان رسید. یه‌وا پیشتر قرار بود تحت عنوان «کاراواجار» به نمایش گذاشته شود. فیلم‌نامه یه‌وا بر اساس طرحی از آناهید آباد توسط امیر عربی به رشته تحریر درآمده‌است.
آباد دلیل استفاده از بازیگران ارمنی در تولید این فیلم سینمایی را نیاز به تسلط بازیگران به زبان ارمنی و دشواری و زمانبری آموزش این زبان به بازیگران ایرانی عنوان کرد.

## داستان
یه‌وا روایت داستانی است که به مسائل اجتماعی انسان معاصر می‌پردازد. فیلم یه‌وا دربارهٔ مادری است که سعی می‌کند گذشته پر فراز و نشیب خود را به فراموشی بسپارد. یه‌وا یک پزشک ۳۴ ساله است که به اتهام قتل شوهرش تحت پیگرد قانونی قرار دارد. او برای حفاظت از دختر خردسالش از ایروان فرار کرده، به نقطه دوردستی پناه می‌برد و به ناچار در محل جدید مجبور به مقابله با مسائل و دشواری‌ها، رودروی آئینه‌ای به نام زندگی می‌شود.

## بازیگران

نمایی از فیلم

در این فیلم، هنرپیشگان شاخص جمهوری ارمنستان همچون؛ نارینه گریگوریان، شانت هوهانیسیان، سرگئی توماسیان، ورِژ کاسونی، مارجان آودیسیان، رُزی آویدیسیان، تیگران داویدیان، نانور پتروسیان، اِولینا آدامیان، مارات داویدیان، یلنا ملیکستیان، پاول مکرتچیان و … حضور داشته‌اند.

## نمایش
افتتاحیه اکران فیلم سینمایی یه‌وا با حضور کارگردان و عوامل فیلم، آرمن آمیریان، وزیر فرهنگ ارمنستان، سیدکاظم سجادی سفیر ایران در ایروان، رئیس مرکز سینمایی ارمنستان، مدیرعامل بنیاد سینمایی فارابی، هنرمندان، خبرنگاران و منتقدان شامگاه شنبه اول مهر ۱۳۹۶ در سینما مسکوی شهر ایروان ارمنستان برگزار شد. در این مراسم شوشانیک میرزاخانیان رئیس مرکز سینمایی ارمنستان این فیلم را سرآغازی برای همکاری سینمایی بین ارمنستان و ایران نامید، و آناهید آباد هم فیلم را نتیجهٔ بضاعت و توانایی‌های سینمایی گروه ایرانی و نیروی خلاق هنرمندان ارمنستانی دانست
اکران سراسری فیلم از یک روز بعد در سینماهای کشور ارمنستان آغاز شد. نسخه‌ای با زیرنویس فارسی نیز در سه سالن سینمای شهر ایروان به نمایش درآمد.
پوستر نسخه فارسی این فیلم با طراحی بهزاد خورشیدی در آستانه اکران سراسری فیلم در گروه هنر و تجربه رونمایی شد. شامگاه ۱۸ اسفند ۱۳۹۷ آیین دیدار فیلم یه‌وا در سینما فرهنگ برگزار شد و اکران سراسری از ۲۵ اسفند در گروه هنر و تجربه آغاز خواهد شد.

## جشنواره‌ها

نمایی از فیلم

در سال ۲۰۱۷، مرکز سینمای ملی ارمنستان، فیلم «یه‌وا» را برای شرکت در نودمین دوره جایزه اسکار بهترین فیلم خارجی‌زبان نامزد کرد. و در همان سال نماینده سینمای ارمنستان در بخش رقابتی جوایز سینمای آسیا و اقیانوسیه بود.
این فیلم همچنین در ۲۴ جشنواره به نمایش درآمده است. برخی از این جشنواره‌های عبارتنداز:
- بیست و دومین دوره جشنواره فیلم صوفیه - بلغارستان - مارس ۲۰۱۸
- ششمین The Socially Relevant Film Festival Highlights Armenian Films - نیویورک - مارس ۲۰۱۹
- «بخش فوروم اروپایی» نوزدهمین دوره جشنواره فیلم تفلیس[۳۴] مارس ۲۰۱۸
- سومین Armenian Film Festival Sydney - استرالیا - اوت ۲۰۱۸
- سومین دوره جشنواره بین‌المللی فیلم بورگاس - ژوئیه ۲۰۱۸
- جشنواره بین‌المللی فیلم دهوک - عراق - اکتبر ۲۰۱۸
- دوازدهمین جشنواره سالیانه فیلم انار
- بیست و هشتمین جشنواره فیلم کوتبوس آلمان - نوامبر ۲۰۱۸
- جشنواره بین‌المللی فیلم کلیولند - مارس تا آوریل ۲۰۱۹
- سی و ششمین دورخ جشنواره بین‌المللی فیلم فجر - آوریل ۲۰۱۹
- بخش رقابتی بیست و یکمین دوره جشنواره بین‌المللی فیلم آرپا - لس آنجلس - ۲۰۱۸
- جشنواره پالم اسپرینگز[۳۵] - ژانویه ۲۰۱۸
- جشنواره فیلم جهانی آسیایی
- جشنواره فیلم مونترال[۳۶][۳۷][۳۸][۳۹] - (شهریورماه ۱۳۹۶)
- بخش سینمای جهان چهلمین «جشنواره فیلم میل ولی» (Mill Valley Film Festival) در ایالت کالیفرنیا[۴۰]
  - پانزدهمین دوره جشنواره بین‌المللی فیلم زردآلوی طلایی ایروان
- هفدهمین دوره «جشنواره کینو شوک» روسیه

### ممانعت از اکران در جشنواره
استانداری استانبول ترکیه از نمایش فیلم "یه واً در جشنواره بین‌المللی فیلم زنان" فیلممور" استانبول (Filmmor Women's Film Festival) ممانعت به عمل آورد. دلیل ممانعت از نمایش فیلم "یه وا" "برقراری وضعیت فوق العاده و ملاحظات امنیتی" عنوان شده‌است. "مالک اوزمان" نماینده این جشنواره عنوان کرد:"کنسولگری جمهوری آذربایجان در استانبول با ارسال نامه ای به موسسه فرانسوی که مسئولیت برگزاری جشنواره را بر عهده دارد خواستار جلوگیری از نمایش این فیلم شده بود. در اقدام بعدی آن‌ها از وزارت خارجه جمهوری آذربایجان و حتی المار ممدیاروف وزیر امور خارجه درخواست مساعدت کرده‌اند." ظاهراً پس از این اقدامات مقامات مسئول استانبول از نمایش این فیلم درجشنواره بین‌المللی فیلم زنان «فیلممور» ممانعت به عمل آورده‌اند. مقامات جمهوری آذربایجان تأکید کرده‌اند فیلم یه‌وا این تصور را نزد بیننده ایجاد می‌کند که قره باغ متعلق به ارامنه است.

## جوایز
یه‌وا در جشنواره‌های معتبری شرکت کرده و تا کنون جوایز بین‌المللی دریافت کرده‌است.
| سال  | جشنواره                                                    | دسته                                         | برنده            | نتیجه    | منبع   |
| ---- | ---------------------------------------------------------- | -------------------------------------------- | ---------------- | -------- | ------ |
| ۲۰۱۷ | «دوازدهمین دوره جشنواره فیلم انار»                         | برگزیده تماشاگران                            |                  | برنده    | [ ۴۱ ] |
| ۲۰۱۸ | پانزدهمین دوره جشنواره بین‌المللی فیلم زردآلوی طلایی ایروان | بخش پانورامای سینمای ارمنستان                |                  | برنده    | [ ۴۲ ] |
| ۲۰۱۸ | پانزدهمین دوره جشنواره بین‌المللی فیلم زردآلوی طلایی ایروان | جایزه سوس سارگسیان بهترین بازیگر نقش اول مرد |                  | برنده    | [ ۴۳ ] |
| ۲۰۱۸ | هفدهمین دوره «جشنواره کینو شوک» روسیه                      | بهترین بازیگر نقش اول زن                     | نارینه گریگوریان | برنده    | /      |
| ۲۰۱۸ | بخش رقابتی جشنواره «آرپا» در لس آنجلس                      | بهترین فیلم بلند داستانی                     |                  | نامزدشده | [ ۴۶ ] |
| ۲۰۱۸ | بخش رقابتی جشنواره «آرپا» در لس آنجلس                      | بهترین فیلم کارگردانی                        |                  | نامزدشده | [ ۴۷ ] |
| ۲۰۱۸ | بخش رقابتی جشنواره «آرپا» در لس آنجلس                      | بهترین فیلمنامه                              |                  | نامزدشده | [ ۴۸ ] |
|      | جشنواره بین‌المللی فیلم کودکان و نوجوانان                   | بهترین فیلم از سوی هیئت داوران نوجوان        |                  | برنده    | [ ۴۹ ] |
|      | یازدهمین جشنواره «DTLA» لس‌آنجلس                            | بهترین فیلم خارجی                            |                  | برنده    | [ ۵۰ ] |

## عوامل تولید
به جز آناهید آباد که نویسنده و کارگردان و تقی علیقلی‌زاده که تهیه‌کنندهٔ یه‌وا است، سایر عوامل فنی این فیلم عبارتند از: مجری طرح: بهروز پاک‌نهاد، مدیر فیلمبرداری: حسن کریمی، مدیر هنری: بهزاد کزازی، صدابردار: بابک اردلان، طراح چهره‌پردازی: میشا جودت، دستیار اول و برنامه‌ریز: بهداد امینی، منشی صحنه: محسن بهاری، طراح صحنه و لباس: کامیاب امین عشایری.

## نظرات
مسعود فراستی منتقد سینما اظهار نموده که:
یه‌وا فیلم بدی نیست اما فیلمنامه ای آشفته دارد، هر کسی غیر از آناهید آباد می‌خواست این فیلم را بسازد نتیجه فاجعه می‌شد.

## یادداشت
1. ↑  Հայաստանի ազգային կինոկենտրոնի
2. ↑  Vrezh Qasuni
3. ↑  Marjan Avetisyan
4. ↑  Rozi Avetisyan
5. ↑  Tigran Davtyan
6. ↑  Nanor Petrosyan
7. ↑  Evelina Adamyan
8. ↑  Marat Davtyan
9. ↑  در این آیین چهره‌های سینمایی و فرهنگی چون واروژ کریم مسیحی، جعفر پناهی، رسول صدر عاملی، فرشته طائرپور، منوچهر شاهسواری، همایون ارشادی، علیرضا تابش، شهیندخت ملاوردی، احمد مسجد جامعی، حمید قربانی، مریم نراقی، آندرانیک خچومیان، علی ژکان، سیروس الوند، سحر صباق سرشت، سحر مصیبی، حبیب ایل‌بیگی، مونا زندی، علیرضا شجاع نوری، فرشته صدر عرفایی، راد فریدزاده، حسن کریمی، مریم هژیروند، دانش اقباشاوی، علی قائم مقامی، میلاد صدر عاملی، جعفر صانعی مقدم، دکتر کارن خانلری - نماینده ارامنه در مجلس شورای اسلامی، نمایندگان باشگاه فرهنگی ورزشی آرارات، نمایندگان شورای خلیفه گری ارامنه تهران، نمایندگان روزنامه ارمنی زبان آلیک، نمایندگان انجمن‌های مختلف فرهنگی ارامنه حضور داشتند.
10. ↑  Pomegranate Film Festival
11. ↑  رویدادی که برای آشنایی با سینما و فرهنگ ارمنی در تورنتوی کانادا پایه‌گذاری شده‌است

### فارسی
- حامدی‌خواه، فاطمه (۱۳۹۶). «جایزه جشنواره فیلم «انار» برای «یه وا»». خبرگزاری مهر. دریافت‌شده در ۹ دسامبر ۲۰۱۷.
- حامدی‌خواه، فاطمه (۱۳۹۶). ««یه وا» نماینده ارمنستان در اسکار شد/ اثری با کارگردان ایرانی». خبرگزاری مهر. بایگانی‌شده از اصلی در 23 اكتبر 2017. دریافت‌شده در ۲۱ اکتبر ۲۰۱۷. تاریخ وارد شده در |تاریخ بایگانی= را بررسی کنید (کمک)
- دارایی، فریبرز (۱۳۹۶). ««یه وا» در برنامه ویژه مرکز فیلم رافائل». خبرگزاری مهر.
- روزبان، نیوشا (۱۳۹۶). ««یه وا» به تفلیس رسید». خبرگزاری مهر. دریافت‌شده در ۹ دسامبر ۲۰۱۷.
- روزبان، نیوشا (۱۳۹۶). «اکران «یه وا» در ارمنستان به سانس فوق‌العاده رسید». خبرگزاری مهر.
- روزبان، نیوشا (۱۳۹۷). ««یه وا» در ۲ بخش زردآلوی طلایی گرفت». خبرگزاری مهر. دریافت‌شده در ۹ دسامبر ۲۰۱۷.
- روزبان، نیوشا. ««یه وا» بهترین فیلم جشنواره «رولان» شد». ۱۳۹۷.
- روزبان، نیوشا (۱۳۹۷). ««یه‌وا» به ۲ زبان ارمنی و فارسی اکران می‌شود». خبرگزاری مهر.
- مارکاریان، روبرت (۱۳۹۶). «ممنوعیت نمایش فیلم «یه وا» در جشنواره فیلم زنان استانبول». دیدبان ارمنستان. بایگانی‌شده از اصلی در ۲۱ اوت ۲۰۱۹.
- منصوری، زهرا (۱۳۹۵). «فیلم/ تیزر فیلمی که در فجر نخواهید دید». خبرگزاری مهر. بایگانی‌شده از اصلی در 23 اكتبر 2017. دریافت‌شده در ۲۱ اکتبر ۲۰۱۷. تاریخ وارد شده در |تاریخ بایگانی= را بررسی کنید (کمک)
- منصوری، زهرا (۱۳۹۶). «سه فیلم ایرانی به جشنواره‌ای در آمریکا راه یافت». خبرگزاری مهر.
- منصوری، زهرا (۱۳۹۶). «افتتاحیه اکران فیلم «یه وا» در ارمنستان برگزار شد». خبرگزاری مهر. بایگانی‌شده از اصلی در 23 اكتبر 2017. دریافت‌شده در ۲۱ اکتبر ۲۰۱۷. تاریخ وارد شده در |تاریخ بایگانی= را بررسی کنید (کمک)

منصوری، زهرا (۱۳۹۶). ««یه وا» در جشنواره مونترال به نمایش درمی‌آید». خبرگزاری مهر.
- موذن، عطیه. «جایزه بهترین بازیگر نقش اول زن «کینو شوک» برای «یه وا»». دریافت‌شده در ۱۴ مارس ۲۰۱۹.
- موذن‌زاده، آروین (۱۳۹۶). «نمایش فیلم‌های ایرانی در جشنواره «دنیای آسیا»». خبرگزاری مهر.
- نبی‌اللهی، طاهره (۱۳۹۶). «فیلم‌های «یه وا» و «تمارض» به جشنواره‌های مونترال و تورنتو می‌روند». ایرنا. بایگانی‌شده از اصلی در 23 اكتبر 2017. دریافت‌شده در ۲۱ اکتبر ۲۰۱۷. تاریخ وارد شده در |تاریخ بایگانی= را بررسی کنید (کمک)
- «همراه با کلونی، آنجلینا جولی و فرانکو؛ فیلم‌های «یه وا» و «تمارض» به جشنواره‌های مونترال و تورنتو می‌روند». آلیک‌آنلاین. بایگانی‌شده از اصلی در 23 اكتبر 2017. دریافت‌شده در ۲۱ اکتبر ۲۰۱۷. تاریخ وارد شده در |تاریخ بایگانی= را بررسی کنید (کمک)
- «فیلمبرداری کارواجار در ارمنستان به پایان رسید». آلیک‌آنلاین. ۱۳۹۴. بایگانی‌شده از اصلی در 23 اكتبر 2017. تاریخ وارد شده در |تاریخ بایگانی= را بررسی کنید (کمک)
- ««یه وا» بهترین فیلم جشنواره «رولان» شد». آلیک‌آنلاین. ۱۳۹۷.[پیوند مرده]
- ««یه وا» بهترین فیلم جشنواره «آرپا» آمریکا شد». ایسنا. ۱۳۹۷.
- «رونمایی از پوستر فیلم سینمایی «یه‌وا»». ایلنا. ۱۳۹۷. دریافت‌شده در ۱۴ مارس ۲۰۱۹.
- «جایزه «کینو شوک» روسیه برای «یه وا»». بنیاد سینمایی فارابی. ۱۳۹۷. دریافت‌شده در ۱۴ مارس ۲۰۱۹.
- ««یه وا» در جشنواره میل ولی». بنیاد سینمایی فارابی. ۱۳۹۶. بایگانی‌شده از اصلی در ۲۳ اکتبر ۲۰۱۷. دریافت‌شده در ۲۱ اکتبر ۲۰۱۷.
- «مسعود فراستی «یه وا» را معرفی کرد/ ارایه تصویر درست از شخصیت زن فیلم». جشنواره جهانی فیلم فجر. ۱۳۹۷.
- ««کارواجار» به تدوین رسید+ اولین عکس منتشر شده از «کارواجار» در «سوره سینما»». سوره سینما. ۱۳۹۴. بایگانی‌شده از اصلی در ۲۳ اکتبر ۲۰۱۷.
- «اکران فیلم سینمایی «یه وا» آناهید آباد در ارمنستان». سینما پرس. ۱۳۹۶. بایگانی‌شده از اصلی در 23 اكتبر 2017. دریافت‌شده در ۲۱ اکتبر ۲۰۱۷. تاریخ وارد شده در |تاریخ بایگانی= را بررسی کنید (کمک)
- «حضور فیلم سینمایی «یه وا» در جشنواره «میل ولی» کالیفرنیا». خبرگزاری فارس. ۱۳۹۶. بایگانی‌شده از اصلی در ۲۳ اکتبر ۲۰۱۷. دریافت‌شده در ۲۱ اکتبر ۲۰۱۷.

### انگلیسی و ارمنی
- Atamian، Christopher (۲۰۱۹). «The Socially Relevant Film Festival Highlights Armenian Films». The Armenian Weekly.
- JELEVA، PAVLINA (۲۰۱۸). «FESTIVALS: The 22nd Sofia Film Festival Announces Lineup». FILMNEWEUROPE.COM.
- Kozlov، Vladimir (۲۰۱۷). «Oscars: Armenia Selects 'Eva' for Foreign-Language Category». hollywoodreporter. بایگانی‌شده از اصلی در ۲۳ اکتبر ۲۰۱۷. دریافت‌شده در ۲۱ اکتبر ۲۰۱۷.
- «Movie "Yeva" of Armenian-Iranian production will go on screen at Yerevan cinema houses». Panaroma. 2017. بایگانی‌شده از اصلی در 23 اكتبر 2017. دریافت‌شده در ۲۱ اکتبر ۲۰۱۷. تاریخ وارد شده در |تاریخ بایگانی= را بررسی کنید (کمک)
- «Film: Movie "Yeva" of Armenian-Iranian production will...». بایگانی‌شده از اصلی در ۲۳ اکتبر ۲۰۱۷. دریافت‌شده در ۲۱ اکتبر ۲۰۱۷.
- «Գլխավոր» Ընթացիկ ֆիլմեր» Եվա». kinohayastan.am. ۲۰۱۷. بایگانی‌شده از اصلی در ۲۲ اکتبر ۲۰۱۷. دریافت‌شده در ۲۱ اکتبر ۲۰۱۷.
- Դանիելյան، Գայանե (۲۰۱۷). ««Անահիտ Աբադ ռեժիսորը փորձել է ամեն կերպ հայ մարդու կյանքը ցույց տալ»». ազատություն ռադիոկայան. بایگانی‌شده از اصلی در ۲۳ اکتبر ۲۰۱۷. دریافت‌شده در ۲۱ اکتبر ۲۰۱۷.
- «News / Cultural The Armenian-Iranian movie will tell about Artsakh and its inhabitants». Public TVComapny of Armenia. ۲۰۱۵. بایگانی‌شده از اصلی در ۲۲ اکتبر ۲۰۱۷. دریافت‌شده در ۲۱ اکتبر ۲۰۱۷.
- ««Եվա» ֆիլմը՝ Երևանի կինոթատրոններում». 1in.am. ۲۰۱۷. بایگانی‌شده از اصلی در ۲۳ اکتبر ۲۰۱۷. دریافت‌شده در ۲۱ اکتبر ۲۰۱۷.
- Stepanyan، Satik (۲۰۱۷). «Armenia to submit Yeva drama for the best foreign language film at Academy Awards». Armenpress. بایگانی‌شده از اصلی در ۲۳ اکتبر ۲۰۱۷. دریافت‌شده در ۲۱ اکتبر ۲۰۱۷.
- «Արցախում ավարտվել են հայ-իրանական ֆիլմի նկարահանումները». arevelk.am. ۲۰۱۵. دریافت‌شده در ۱۴ مارس ۲۰۱۹.
- Mkrtchyan، Emmanuil (۲۰۱۷). «Armenian-Iranian movie Eva will take part in Oscar contest». arminfo. بایگانی‌شده از اصلی در ۲۳ اکتبر ۲۰۱۷. دریافت‌شده در ۲۱ اکتبر ۲۰۱۷.
- Young، Deborah (۲۰۱۷). «'Yeva': Film Review». Hollywood Reporter.
- «Yeva - Tbilisi Film Festival». Tblisi Fil Festival. ۲۰۱۸. بایگانی‌شده از اصلی در ۲۰ اکتبر ۲۰۱۹.
- «ARMENIAN FILM FESTIVAL». FilmFest. ۲۰۱۸. بایگانی‌شده از اصلی در ۱۱ مارس ۲۰۱۹.
- Ghazanchyan، Siranush (۲۰۱۸). «Iranian-Armenian film "Yeva" to compete at Burgas International Film Festival». armradio.[پیوند مرده]
- «Yeva (2017) - MUBI».
- «YEVA in Duhok International Film Festival». Farabi Cinema Foundation. ۲۰۱۸.[پیوند مرده]
- Stepanyan، Satik. «YEVA – Pomegranate Film Festival». بایگانی‌شده از اصلی در ۲۷ فوریه ۲۰۱۹.
- «Yeva in German film festival». Irna. ۲۰۱۸.
- «Yeva - Cleveland International Film Festival». clevelandfilm.org. ۲۰۱۸. بایگانی‌شده از اصلی در ۵ آوریل ۲۰۱۹.
- «Yeva».
- «"Yeva" named best at Arpa film festival». Tehran Yimes. ۲۰۱۸.
- ADMINISTRATOR (۲۰۱۸). «"YEVA" A feature film at the 21st Annual Arpa International Film Festival 2018». GAGRULE.NET.
- «2018 PALM SPRINGS INTERNATIONAL FILM FESTIVAL». Palam Spring International Festival. ۲۰۱۸.
- «Yeva — ASIAN WORLD FILM FESTIVAL». Asian World Film Festival. 2017. بایگانی‌شده از اصلی در ۴ اكتبر ۲۰۱۸. تاریخ وارد شده در |archive-date= را بررسی کنید (کمک)
- ««یه وا» به جشنواره فیلم «کُتبوس» آلمان رسید». خبرگزاری صدت و سیما. ۱۳۹۷. بایگانی‌شده از اصلی در ۱۶ نوامبر ۲۰۱۸.
- «فیلم سینمایی «یه وا» به جشنواره بورگاس بلغارستان رسید». آلیک‌آنلاین. ۱۳۹۷. بایگانی‌شده از اصلی در ۲ اوت ۲۰۱۹.
- «نمایش آثار فیلمسازان زن ایرانی در جشنواره‌های بین‌المللی». سینماپرس. ۱۳۹۶.
- «Screening of Armenian-Iranian director Anahit Abad's Yeva banned in Istanbul due to Azerbaijani provocation». Armenpress. ۲۰۱۸.
- «Screening of Armenian-Iranian director Anahit Abad's 'Yeva' banned». Ahval. ۲۰۱۸. بایگانی‌شده از اصلی در ۱۷ مارس ۲۰۱۸.
- «Dogan Raises 'Yeva' Film Ban in Turkey's Parliament». Asbarez. ۲۰۱۸.
- «Turkey bans screening of Armenian-Iranian movie "Yeva"». panorama.am. ۲۰۱۸.